# منصور مويدجا
منصور مويدجا (مواليد 28 مارس 1984 في زغرب - يوغوسلافيا) لاعب كرة قدم بوسني يلعب حاليا لصالح نادي الدرجة الأولى فرايبورغ الألماني منذ 2009 في مركز الظهير الأيمن كما يجيد اللعب في مركز الجناح الأيمن .

## مسيرته الكروية
لعب منصور مويدجا خلال مسيرته الاحترافية مع 3 أندية في خمسة عشر موسمًا وسجل خلالها 6 أهداف ضمن 260 مباراة. ولم يفز بأي موسم بالكأس أو بالدوري.
خاض منصور مويدجا مسيرته مع نادي زغرب في موسم 2002–03 ليلعب معه سبعة مواسم، مشاركًا في 142 مباراة سجل خلالها 5 أهداف. ثم انتقل إلى نادي فرايبورغ في موسم 2009–10 ليلعب معه سبعة مواسم، حيث شارك في 118 مباراة سجل خلالها هدفًا واحدًا. لينتقل بعدها إلى نادي كايزرسلاوترن في موسم 2016–17 لمدة موسم واحد، لم يشارك في أي مباراة ولم يسجل أي هدف.

## روابط خارجية
- منصور مويدجا على موقع الاتحاد الدولي (مؤرشف)  (الإنجليزية)
- منصور مويدجا على موقع الاتحاد الأوربي (الإنجليزية)
- منصور مويدجا على موقع اتحاد كرواتيا (الكرواتية)
- منصور مويدجا على موقع قاعدة بيانات كرة القدم.إي يو (الإنجليزية)
- منصور مويدجا على موقع بيانات كرة القدم. دي إي (الألمانية)
- منصور مويدجا على موقع ناشيونال فوتبول تيمز (الإنجليزية)
- منصور مويدجا على موقع Soccerway.com (الإنجليزية)
- منصور مويدجا على موقع عالم كرة القدم.نت (الإنجليزية)
- منصور مويدجا على موقع AS.com (الإسبانية)